# Kyōwa (Ära)
Kyōwa (japanisch 享和) ist eine japanische Ära (Nengō) von März 1801 bis März 1804 nach dem gregorianischen Kalender. Der vorhergehende Äraname ist Kansei, die nachfolgende Ära heißt Bunka. Die Ära fällt in die Regierungszeit des Kaisers (Tennō) Kōkaku.
Der erste Tag der Kyōwa-Ära (der 5.2.Kansei 13=5.2.Kyōwa 1) entspricht dem 19. März 1801, der letzte Tag (11.2.Kyōwa 4/Bunka 1) war der 21. März 1804. Die Kyōwa-Ära dauerte vier Jahre oder 1099 Tage.

## Ereignisse
- 1802 Einrichtung eines Ezo-Magistrats (蝦夷奉行)